# Lingua proto-indoaria
La lingua proto-indoaria è la protolingua da cui discendono le lingue indoarie. Come molte altre protolingue, non esiste nessuna attestazione scritta del proto-indoario, ma le sue caratteristiche sono state ricostruite attraverso i metodi della linguistica comparativa.

## Storia
La lingua proto-indoaria discendeva dal proto-indoiranico, a sua volta parte della famiglia linguistica indoeuropea, e come quest'ultimo ha le caratteristiche di una lingua satem.
Si stima che la migrazione indoaria nel subcontinente indiano risalga all'incirca al XVIII secolo a.C. e in situ la loro lingua evolse nella lingua sanscrita attestata nelle epoche successive, in particolare nelle forme vedico e classico. Tuttavia, alcune di queste primissime attestazioni, datate al XIV secolo a.C., non provengono dal subcontinente indiano, ma dall'Alta Mesopotamia, dove insisteva Mitanni, una compagine imperiale di lingua hurritica governata da un'élite di indoaria.
Dal proto-indoaria discendono tutte le lingue indoarie e alcuni pracriti mostrano alcuni tratti più conservativi che invece erano già scomparsi nel sanscrito vedico.

## Differenze con il sanscrito vedico
Nonostante il sanscrito vedico le preceda cronologicamente, alcune lingue indoarie hanno preservato caratteristiche che invece il sanscrito vedico aveva già perso.
Una di queste è la modifica dei suoni protoindoeuropei *l e *r, che in sanscrito vedico, come anche la maggior parte delle lingue iraniche, si fondono in un unico suono /r/. Tuttavia, nella fase linguistica successiva, convenzionalmente nota come "sanscrito classico", riaffiorano alcuni esempi di /l/, segno che probabilmente questo suono fosse stato conservato in qualche altra lingua indoaria in grado di esercitare una certa influenza culturale, come ad esempio il pracrito parlato nell'Impero Magadha, che si suppone possedesse soltanto il suono /l/.
Il gruppo di consonanti comuni /kʂ/ del sanscrito vedico e del sanscrito classico ha un'origine ancora poco chiara e in proposito sono state formulate diverse ipotesi:
- PIE *ks, *kʷs, *gs, *gʷs > PII *kš > Medio Indoario kh-, -kkh-
- PIE *dʰgʷʰ, *gʰs, *gʷʰs > PII *gʱžʱ > Medio Indoario gh-, -ggh-
- PIE *tḱ; *ǵs, *ḱs > PII *tć, *ćš > Medio Indoario ch-, -cch-
- PIE *dʰǵʰ, *ǵʰs > PII *ȷ́ʱžʱ > Medio Indoario jh-, -jh-